# Seth (Holstein)
Pour les articles homonymes, voir Seth (homonymie).
Seth est une commune allemande du Schleswig-Holstein, située dans l'arrondissement de Segeberg (Kreis Segeberg), à 13 kilomètres au sud-ouest de la ville de Bad Segeberg. Seth fait partie de l'Amt Itzstedt qui regroupe sept communes autour d'Itzstedt.